# François Chédeville
François Chédeville, oppure Chedeville (Parigi, 1740 – Monaco di Baviera, 1820), è stato un artista e artigiano francese, specializzato come arazziere.

## Biografia
François Chédeville a ventinove anni venne convocato a Monaco per guidare, insieme a J. Sentigny, la manifattura di arazzi.
Come opera d'esordio, a dimostrazione delle sue capacità, eseguì una Madonna con Gesù e sant'Anna ispirata da un dipinto di Jacopo Amigoni e conservata presso il Museo nazionale bavarese.
Fra le sue opere più importanti si possono menzionare l'Autunno e la Primavera, realizzati dal 1766 al 1774 su cartoni di Christian Wink e Joseph-George, il perduto Scipione l'Africano, considerato ai suoi tempi il suo lavoro migliore (1799) e il ritratto della graduchessa di Baviera.
Nel settembre del 1799 la manifattura chiuse, ma Chédeville continuò in proprio la sua attività che ebbe riflessi sulle arti decorative del primo Ottocento a Monaco.

## Opere
- Madonna con Gesù e sant'Anna, Museo nazionale bavarese;
- Autunno, dal 1766 al 1774;
- Primavera, dal 1766 al 1774;
- Scipione l'Africano, 1799;
- Ritratto della graduchessa di Baviera.